# علم مالي
يتكون علم مالي (بالفرنسية: drapeau du Mali)‏ من ثلاثة ألوان وهي الأخضر والأصفر والأحمر واعتمد هذا العلم في 1 مارس من سنة 1961.

## معنى ألوان العلم
- الأخضر: يرمز إلى ثروة المحاصيل الزراعية في مالي.[4]
- الأصفر: يرمز إلى ثروة الرواسب المعدنية.
- الأحمر: يرمز إلى الدماء التي سالت من اجل استقلال البلاد.

## التاريخ
أُعتمد العلم الحالي في 1 مارس 1961. بينما أعتمد العلم الأصلي في 4 أبريل 1959، عندما اتحدت مالي مع السنغال تحت اسم اتحاد مالي. كان هذا العلم هو نفسه، باستثناء صورة لقناع كاناغا (بالفرنسية: Masque Kanaga)‏. وقد تم إزالته بسبب المعارضة، في بلد أفريقي 90% من سكانه مسلمون (95% سنة، 5% شيعة) من الأصوليين الإسلاميين (انظر التصوير في الإسلام).

العلم الذي استخدمه منسا موسى في رحلة الحج، علم تاريخي محتمل لإمبراطورية مالي
علم السودان الفرنسي كجزء من غرب أفريقيا الفرنسي (1958-1959)
استخدم العلم مبدئيًا عند استقلال مالي عن فرنسا، وكان مستخدمًا من 4 أبريل 1959 حتى 1 مارس 1961.

## الألوان
| (1961–حتى الآن)                      | أخضر       | أصفر       | أحمر      |
| ------------------------------------ | ---------- | ---------- | --------- |
| بانتون                               | 2271c      | 115c       | 3546c     |
| النموذج اللوني سيان ماجنتا أصفر أسود | 91-0-100-0 | 0-9-100-0  | 0-86-63-0 |
| النموذج اللوني أحمر أخضر أزرق        | 20-181-58  | 252-209-22 | 206-17-38 |
| ألوان الويب                          | #14B53A    | #FCD116    | #CE1126   |